# Zeke Bratkowski
Edmund Raymond "Zeke" Bratkowski (Danville, 20 de outubro de 1931 − 11 de novembro de 2019) foi um jogador profissional de futebol americano estadunidense.

## Carreira
Bratkowski foi campeão do Super Bowl II jogando pelo Green Bay Packers. O jogador morreu no dia 11 de novembro de 2019 aos 88 anos.